# Battlefield Play4Free
 (juin 2014).
Si vous disposez d'ouvrages ou d'articles de référence ou si vous connaissez des sites web de qualité traitant du thème abordé ici, merci de compléter l'article en donnant les références utiles à sa vérifiabilité et en les liant à la section « Notes et références ».
 (mars 2020).
Battlefield Play4Free était un jeu vidéo de tir à la première personne en ligne massivement multijoueur sorti en 2011 et fermé en juillet 2015, développé par Easy Studios et édité par Electronic Arts. Le jeu est free-to-play et utilise le principe du micropaiement.
Le jeu a fermé ses portes en même temps que Battlefield Heroes, Need for Speed: World et FIFA World (le 14 juillet 2015, à 18:00).
Malgré cette fermeture des serveurs, le groupe Phoenix a relancé le jeu.

## Système de jeu
Le jeu reprend le gameplay de Battlefield 2 et les classes de Battlefield: Bad Company 2, à savoir un jeu de guerre dans lequel des joueurs, 32 au maximum, s'affrontent sur un serveur. Il n'existe que deux modes de jeu, nommés Assaut et Ruée. Le jeu n'est jouable qu'en multijoueur, il n'y a pas de campagne solo.
Il y a deux factions : US (les États-Unis) et RU (la Russie). Les joueurs ne peuvent pas choisir leur camp, il est défini au hasard par le serveur et change quand une partie recommence. Chaque équipe commence d'un côté de la carte avec les mêmes types de véhicules mais avec un design différent.
Il faut créer un soldat depuis le site du jeu, vous ne pourrez créer que deux soldats par compte à moins de payer pour pouvoir en créer plus.

### Classes
Le jeu comporte quatre classes :
- Assaut : il dispose initialement d'un fusil d'assaut et d'une caisse de munitions qui permet de ravitailler son équipe. Il peut débloquer un explosif C4 et un outil qui permet d'appeler des renforts, ainsi que des grenades fumigène.
- Médecin : il dispose initialement d'un fusil mitrailleur et d'une caisse de soins qui permet de soigner son équipe. Il peut débloquer un défibrillateur qui permet de réanimer ses coéquipiers et une fusée (flare en anglais) qu'il dépose au sol pour permettre à son équipe de réapparaître sur celle-ci.
- Ingénieur : il dispose initialement d'un pistolet mitrailleur, d'un lance-roquettes anti-véhicule et d'un outil de réparation. Il peut débloquer une mine anti-véhicule et un lance-grenade XM-25 Airburst.
- Éclaireur : il dispose initialement d'un fusil sniper à verrou et d'un capteur de mouvement qui permet de repérer les ennemis sur la carte. Il peut débloquer une claymore et une jumelle qui permet de lancer une frappe de mortier à l'endroit voulu.

### Véhicules
Le jeu contient également des véhicules sur plusieurs cartes. Les véhicules terrestres peuvent être conduits par tous les joueurs, contrairement aux véhicules aériens qui doivent être débloqués pour être pilotés. Une grande variété de véhicules peuvent être conduits : les véhicules de transport (HMMWV, GAZ Vodnik (en), DPV et paratrooper vehicle), les véhicules blindés légers (LAV-25 et BTR-90), les tanks (M1A2 et T-90), les hélicoptères de transport (UH-60 et MI-17), les hélicoptères de reconnaissance (WZ-11 et MH-6), les hélicoptères d'attaque (AH-64 et MI-28) et les avions de chasse (F-35B et MIG-29).
Chaque faction a son véhicule : les États-Unis ont des véhicules avec une marque américaine alors que la Russie a des véhicules avec une marque russe. Néanmoins, les joueurs d'une équipe peuvent conduire les véhicules de l'équipe ennemie.

## Modes de jeu

### Assaut
Le mode de jeu assaut est simple. Le but est de capturer les 4 (3 sur Sharqi) points de contrôle et les défendre le plus longtemps possible pour totaliser 1 000 points. Les points de contrôle sont représentés par des drapeaux.
Ce mode de jeu est jouable sur l'une des huit cartes disponibles.

### Ruée
Le mode Ruée est un mode où s’opposent des attaquants et des défenseurs. Le but pour les attaquants est de détruire des bases de défense (3 ou 4 bases selon les cartes) de deux relais chacune.
Si les relais d'une base sont détruits, les tickets des attaquants reviennent à 100 et l'on passe à la base suivante. Si toutes les bases sont détruites les attaquants gagnent. Les attaquants, eux, ont des renforts limités à 100 tickets (une réapparition sur le champ de bataille vaut 1 ticket). Si les défenseurs arrivent à faire chuter le nombre de tickets à 0, ils gagnent la partie. Pour les attaquants, il est indispensable d'avoir des soldats de la classe Médecin (Medic en anglais) pour réanimer leurs coéquipiers et éviter de faire chuter le nombre de tickets. Il est à noter que lorsqu'un M-COM (ou relais) est armé et que les tickets passent à zéro pour les attaquants, ceux-ci n'ont pas perdus sauf si le M-COM est désarmé ou que celui-ci soit détruit alors que le second ne l'était pas avant. Pour les défenseurs, il s'agit de surveiller les relais, et de les désarmer si ceux-ci ont été armés par les ennemis, ainsi que de réduire les tickets adverses à 0.
Ce mode de jeu est disponible pour le moment sur quatre cartes.